# Король и Шут: Сказка о Горшке и Князе
«Король и Шут: Сказка о Горшке и Князе» — специальный эпизод российского сериала «Король и Шут», снятый режиссёром Рустамом Мосафиром и включающий только фэнтезийную часть сюжета. Премьера состоялась 7 августа 2023 года, в день рождения Михаила Горшенева, фронтмена группы «Король и Шут».

## Сюжет
Эпизод стал результатом перемонтажа сцен из основной части сериала, связанных со сказочной частью сюжета. Главные герои — трубадуры, которые идут через дремучий лес, поют песни, играя на уде и колёсной лире, и переживают удивительные приключения. Появились и новые сцены, в которых появляются персонажи Кочерыжка (он рассказывает о приключениях трубадуров) и Колобок (он саркастично комментирует происходящее и отвечает на вопросы вымышленных зрителей).

## В ролях
- Константин Плотников
- Влад Коноплёв
- Илья Хвостиков — Кочерыжка
- Валери Зоидова
- Илья Борисов — сундучник Сэм
- Татьяна Монахова — Женщина с курицей
- Агата Нигровская ― баронесса[5]
- Евгений Никитин — Карл безногий / Дремучий старик

## Производство и премьера
Режиссёр Рустам Мосафир, по его словам, оценивает эпизод как «классный подарок для фанатов» «Короля и Шута». Фэнтезийная часть сюжета шоу обрела в ходе съёмок черты вполне самостоятельной истории, поэтому было решено оформить её отдельно. Для объединения разрозненных фэнтезийных новелл был придуман новый персонаж — Кочерыжка. В эпизоде впервые появилась креативный продюсер сериала Агата Нигровская, сыгравшая баронессу.
Премьерный показ эпизода состоялась 7 августа 2023 года на «Кинопоиске». Известно, что это специально приурочено к дню рождения Михаила Горшенева, одного из фронтменов группы «Король и Шут».

## Восприятие
Ещё один фронтмен «Короля и Шута», Андрей Князев, который играет в эпизоде Барона, считает, что «Сказка про Горшка и Князя» «открывает новые горизонты». Рассказ о реальной жизни группы подошёл к концу, тогда как в фэнтезийном мире, по мнению Князева, у сюжетов, связанных с песнями «Короля и Шута», огромные перспективы.
Реакция рецензентов на «Сказку» была неоднозначной. Они пишут об излишней частоте неприятных сцен (отрубание горбов, вырывание языков и т. п.), о повторении однообразных перепалок с участием главных героев, о дефиците нового сюжетного материала по сравнению с сериалом, об отсутствии самодостаточности фэнтезийной сюжетной линии. Плюсами эпизода называют необычный финал, «отсутствие темы запрещённых веществ».